# فهرست شخصیت‌های ماجراجویی دیجیمون
تعدادی انیمه توسط استودیو توئی انیمیشن برای فرنچایز دیجیمون تولید شده‌اند. این آثار بر گروهی از کودکان متمرکز اند که برای محافظت از «دنیای دیجیتال» انتخاب شده‌اند و هر کودک با یک دیجیمون هم‌پیمان است.

## شخصیت‌ها

### گِرِیمون
گِرِیمون (به انگلیسی: Greymon)، یک شخصیت خیالی از دل انیمه و مانگاهای ژاپنی دیجیمون و تکامل‌یافته شخصیت آگومون است.
دیجی‌مون گریمون یکی از دیجی‌مون‌های پرقدرت و برجسته است که قبل از دیگران، تای‌دیجی‌مون یا همان نشان شجاعت گریمون را به دست آورد.

#### مشخصات اصلی
گِرِیمون شریک دیجیمونی تایچی یاگامی (تای کامیا) و تکامل یافته از آگومون است. او نخستین بار در نبرد با شلمون توانست از رده ابتدایی به سطح بالا (champion)
و سپس به سطح بعدی خود یعنی متال گریمون که در رده عالی(perfect) است، پیشرفت کند. 
متال گریمون توانست اتیمون را شکست‌داده و در قسمت‌های بعدی متال‌گریمون در جنگ با ونوم وامدمون با کمک تیرهای معجزه‌آسا انجمون وانجومون به سطح نهایی(ultimate)، وارگریمون برسد. 
در سری دوم دیجیمون (ماجراجویی دیجیمون۰۲)، آگومون نمی‌تواند به گریمون پیشرفت کند چون انسانی با نام مبدل دیجیمون کایزر دارای دیجیوایس تاریک است و در منطقه‌هایی از دنیای دیجیتال برج تاریک می‌سازد و از آن برج‌های تاریک به عنوان دکلی‌برای پخش کردن قدرت تاریکش استفاده می‌کند و به همین دلیل آگومون و بقیه دیجیمون‌ها نمی‌توانند معمولی پیشرفت کنند ولی بچه‌ها این موضوع را فهمیدند و شروع به نابودی برج‌ها کردند و هر وقت که برج هارا نابود می‌کردند می‌توانستند پیشرفت کنند و در این موقع آگومون دوباره به گریمون پیشرفت کرد.
درسری هشتم دیجیمون (ماجراجویی دیجیمون ترای) دروازه دنیای دیجیتال یکساله که بسته شده و ناگهانی کواگامون به وسیله خمیدگی (اعواج) وارد دنیای انسان‌ها می‌سود و خرابی‌های بسیاری به بار می‌آورد، تایچی به دنبال کواگامون می‌رود ولی کواگامون دوچرخ او را نابود می‌کند و وقتی که می‌خواهد به تایچی حمله کند دیجیوایس (digivice) او واکنش نشان می‌دهد و آگومون به دنیای واقعی منتقل می‌شود و با تایچی ملاقات می‌کند ولی نمی‌تواند بدون پیشرفت کردن کواگامون را شکست دهد. او به گریمون پیشرفت میکنه و به صورت اتفاقی به وسیله اعواج (خمیدگی) وارد دنیای دیجیتال می‌شود و دوباره به دنیای واقعی برمیگردد ولی وقتی که برمیگردد او در یک فرودگاه به نام هاندا است و از تایچی خیلی دور است.

گریمون در حال جنگ با کواگامون است و معلم تایچی او را به محل مبارزه می‌برد وای وقتی تایچی می‌آید گریمون خسته بر زمین افتاده و تایچی پیش گریمون می‌رود وای کواگامون به او حمله می‌کند و در همین حین گریمون با تمام انرژی که براش موند سنگر تایچی میشه تا از اون مراقبت کنه و کمی بعد بقیه بچه‌ها و دیجیمون هاشون به اونجا می‌رسند به جز میمی و جو. تایچی و گریمون آنقدر قوی شدند که برای پیشرفت جوگرس با یاماتو و دیجیمونش نیاز نیست دیجیمون‌های اونا به سطح نهایی برسند و می‌توانند در سطح بزرگسال این کار را انجام دهند، ولی شراکت تایچی و گریمون درسن ۲۲ سالگی تایچی به پایان می‌رسد، آگومون محو مشود و دیجیوایس او سیاه می‌شود و از کار می‌افتد.

#### تبدیلات
- بوتامون رده ۱
- کورومون رده ۲
- آگومون رده ۳
- گریمون رده ۴
- گریمون آهنی رده ۵
- وار گریمون رده ۶
- بلیتز گریمون رده ۷
- اسکال گریمون رده ۸

### مت ایشیدا
مت ایشیدا (به انگلیسی: Matt Ishida) شریک دیجیمونی او گابومون نام دارد که دارای نشان دوستی از شریک دیجیمونی خود است.
مت ایشیدا که با نام یاماتو ایشیدا هم شناخته می‌شود، یک شخصیت انیمه و مانگا ژاپنی است که در مجموعه‌های ماجراجویی دیجیمون و ماجراجویی دیجیمون ۰۲ حضور داشته‌است. اگرچه نام او یاماتو است، اما در نسخه دوبله انگلیسی، نام او به صورت مستعار، مت ترجمه شده است.
نام برادر کوچک‌تر مت ایشیدا، تاکرو است. (تاکرو تاکایشی)